# فلتن
فلتن (بالألمانية: Velten) هي بلدة ألمانية تقع في ألمانيا في براندنبورغ. يقدر عدد سكانها بـ 11,437 نسمة .